# 新古典主義建築
新古典主義建築（しんこてんしゅぎけんちく、英: Neoclassical Architecture）は、18世紀後期に、啓蒙思想や革命精神を背景として、フランスで興った建築様式。ロココ芸術の過剰な装飾性や軽薄さに対する反動として荘厳さや崇高美を備えた建築が模索されたが、やがて19世紀の歴史主義、様式濫用の中に埋没した。

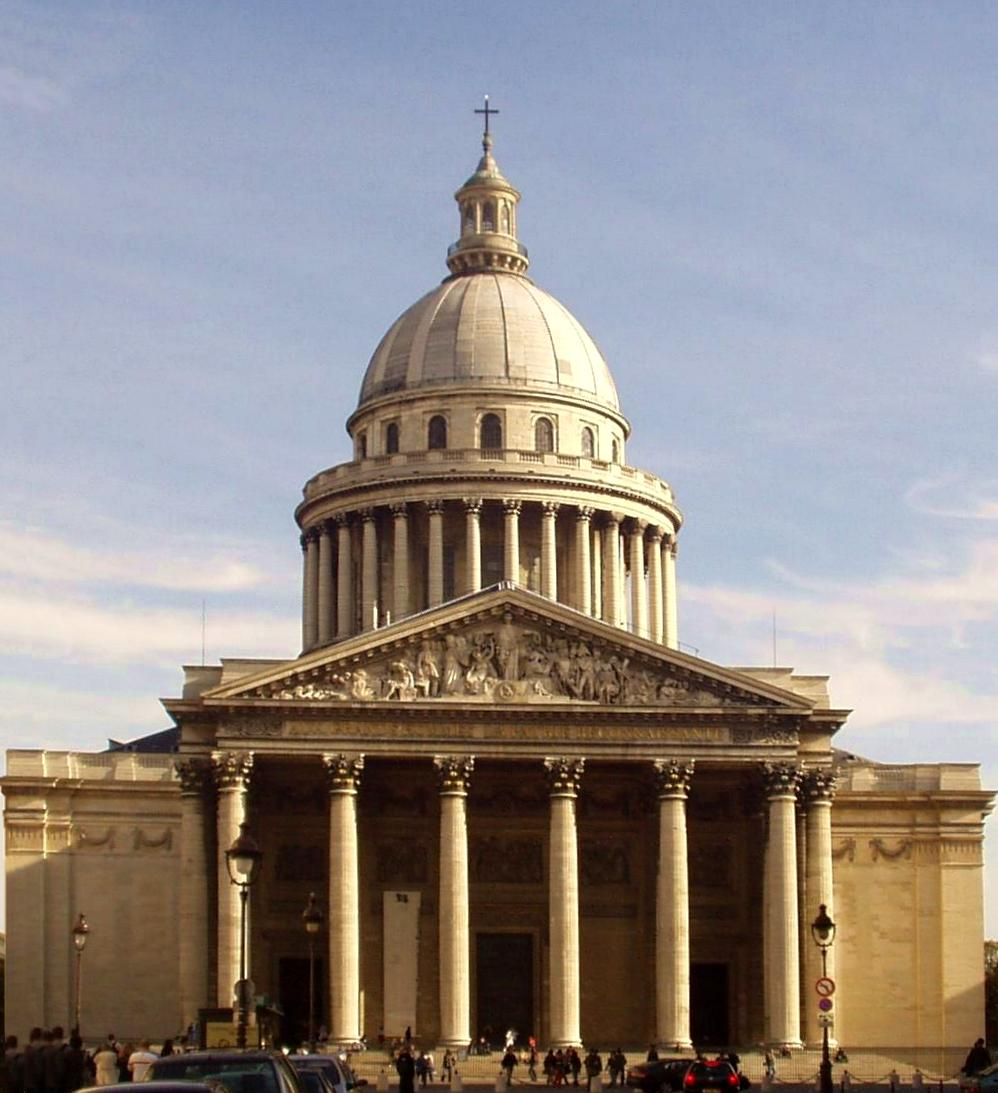
パンテオン

たんなる古代の復興にとどまらず、当時の政治情況とも関連していた。ルイ15世の時代を中心に展開したロココ様式の官能性や通俗性に対し、論理的で厳粛な、啓蒙的性格をもつ様式におきかえようとする動きが広がっていった。その後、革命運動をへてフランスとアメリカに共和国が樹立されると、古代ギリシャや共和政時代の古代ローマ民主主義との結び付きから、新政府の指導者たちは公式の美術として新古典主義を採用した。しかしナポレオンがフランスで権力の座につくと、この様式はナポレオンの宣伝効果をあげるためのものに変質する。またロマン主義の台頭にともない、個人的な表現に対する好みが固定的な理想的価値観にもとづく美術にとってかわることになった。
新古典主義という名称は、その格式ばった様式に対する蔑称として19世紀に考案された呼び方である。また、ナチスやファシスト党において、国家的モニュメントに新古典主義が採用されたため、その歴史的意義について否定的な見方をされることもある。
しかし、18世紀にこの様式が勃興した当初は「真の様式」と呼ばれ、古代または始源に存在したとされる真理を再生・復興することを目的とした画期的な建築運動であった。美を具現する唯一の様式としてイギリス、ドイツ諸国に波及したという意味で一種の普遍性があり、その建築思想はモダニズム建築にも受け継がれている。

## 概説

### 新古典主義の開花

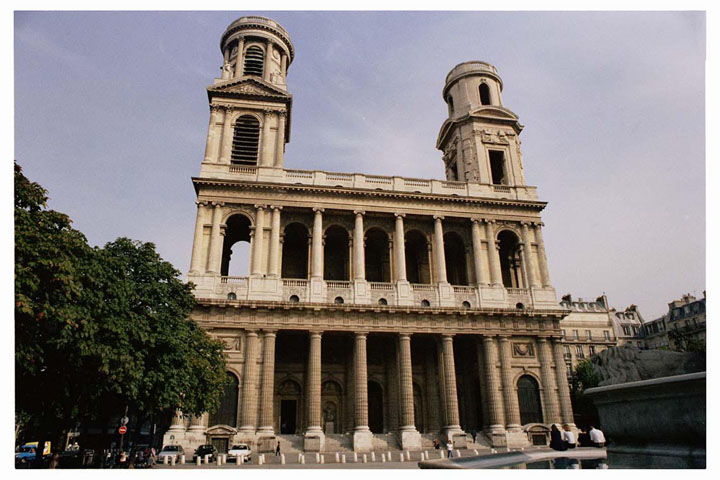
サン・シュルピス教会正面

新古典主義は、18世紀中頃のフランスにおいて急速に成熟したが、基本となる建築形態や理念は、クロード・ペローやジャン・ルイ・ド・コルドモワといった前世紀のフランスの建築家、建築理論家たちによってすでに用意されていた。
その萌芽は、1732年に設計競技が行われたパリのサン・シュルピス教会ファサードに現れている。しばしば前新古典主義と評されるこのファサードは、ジョヴァンニ・ニッコロ・セルヴァンドーニによって設計された。工事の進捗状況が遅かったため、彼は当初計画した平凡なバロック様式のデザインを変更し続け、水平のラインを直線的な構成でまとめあげた。塔の間には巨大な破風（ペディメント）があったが、1770年の被雷によって取り外され、最終的に水平と垂直のラインが強調されたギリシア神殿を思わせるファサードが完成した。

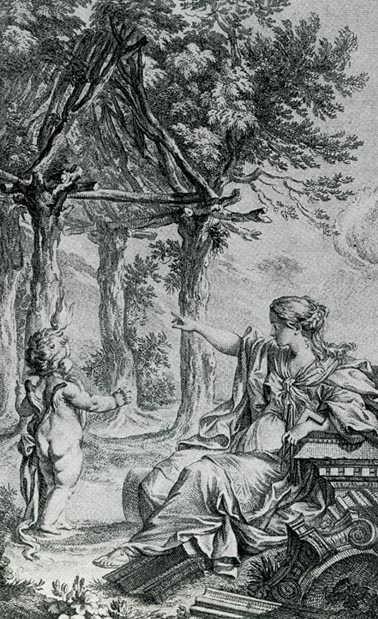
『建築試論』第二版の口絵　原始の小屋

新古典主義の最初の転換点となったのは、1753年に刊行されたマルク・アントワーヌ・ロジエの著作『建築試論（Essai sur l’architecture）』である。ロージエは建築の原始的形態にまで遡り、柱・梁（エンタブラチュア）・破風（ペディメント）の要素のみで構成された建築（「原始の小屋」）が、真の古典建築の規範であると考えた。ウィトルウィウスの理論が建築各部の意味をギリシア建築に由来するものとして解説しているのに対し、ロージエのそれは、あらゆる文明の発祥に適用するとのできる状態にまで還元したものである。もっとも、これは想像上の起原にすぎず、実証性に関しては無担保であったのだが、試論はすぐ各国語に翻訳され、ヨーロッパの建築思想に大きな影響を与えた。
ジャック・ジェルメン・スフロは、1755年に計画されたパリのサント・ジュヌヴィエーヴ教会堂（革命後はパンテオンと称される）で、ロージエの理想を最初に実現した。全体構成はロージェの考え方に沿ってはいるが、スフロ自身は様式の問題よりもむしろゴシック建築などの構造的問題に関心を持っており、様式については曖昧で折衷的な部分もあったので、この建築はあまり厳格にロジエの理念を反映しているわけではない。事実、ロージエはドームを支えるピアの付柱をバロック的意匠として非難しているし、スフロの意匠は継承されることがなかった。

エトワール凱旋門

新古典主義の潮流は、オデオン座の設計者 マリ・ジョゼフ・ペールとシャル・ド・ヴァイイ 、ボルドー劇場のヴィクトール・ルイ、バガテルのフランソワ・ジョゼフ・ベランジェ、エトワール凱旋門を設計したジャン・フランソワ・テレーズ・シャルグランらによって引き継がれた。彼らには革命的な建築運動に携わっているという自負があり、建築によって社会が完全に刷新することを信じた。彼らに共通する要素は、厳格な立方体のシルエット、直線的な構成、半円のドーム、コリント式やイオニア式よりもドーリア式とトスカナ式のオーダーを好んだことである。なかでもジャック・フランソワ・ブロンデルの弟子、エティエンヌ・ルイ・ブーレーとクロード・ニコラ・ルドゥーは最も革新的であり、絶大な影響力を持った。
いわゆる幻視の建築家として知られるブーレーは、建築教師として活躍し、実作はパリのアレクサンドル邸のほか少数が知られるのみである。彼のデザインしたサント・ジュヌヴィエーヴを巨大化させたような大教会、ピラミッド型の霊廟、超巨大ヴォールトに覆われた国立図書館、そしてニュートン記念堂などの巨大建築の計画案は、対称性が重視され、球体などの幾何学的マッスが強調された崇高なものであった。彼の影響は、ピエール・フランソワ・レオナール・フォンテーヌの大帝国の君主たちの記念碑や、アントワーヌ・ロラン・トマ・ヴォドワイエのコスリタンの家などに見ることができる。
ブーレーとは対照的に、ルドゥーは建築実務を好み、理想的な建築よりはむしろ実用的な建築のデザインを行った。幾何学的形態を複雑に組み合わせた彼の建築は奇妙かつ散漫であり、入市関税門、ショーの製塩工場とそこに計画された理想都市の建築（セノビ、オイケマ、墓地）、皇太子の狩猟小屋などは未熟な建築とみなされたが、全てにおいて独特の力強さを持っている。

### フランスの後期新古典主義

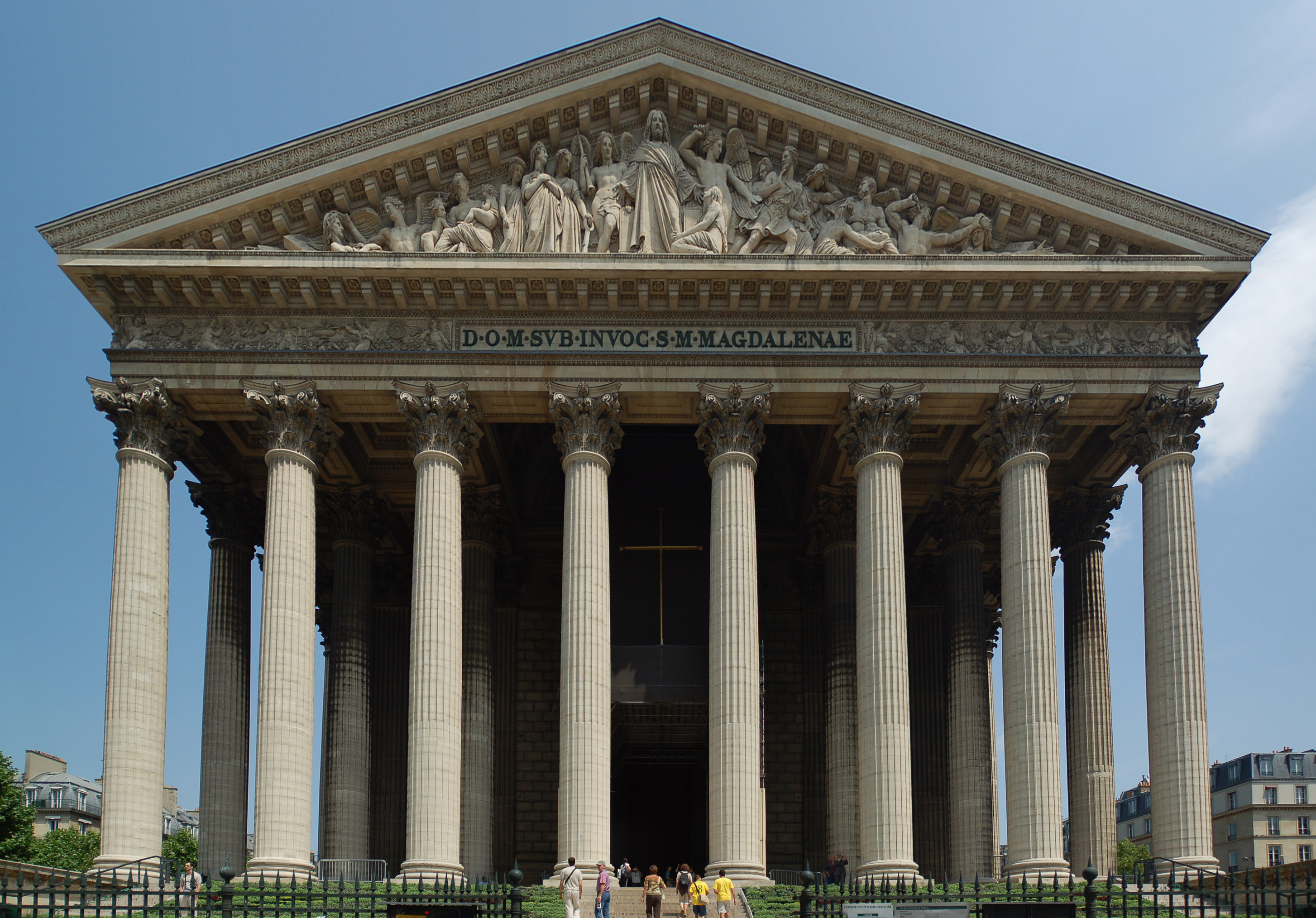
マドレーヌ寺院

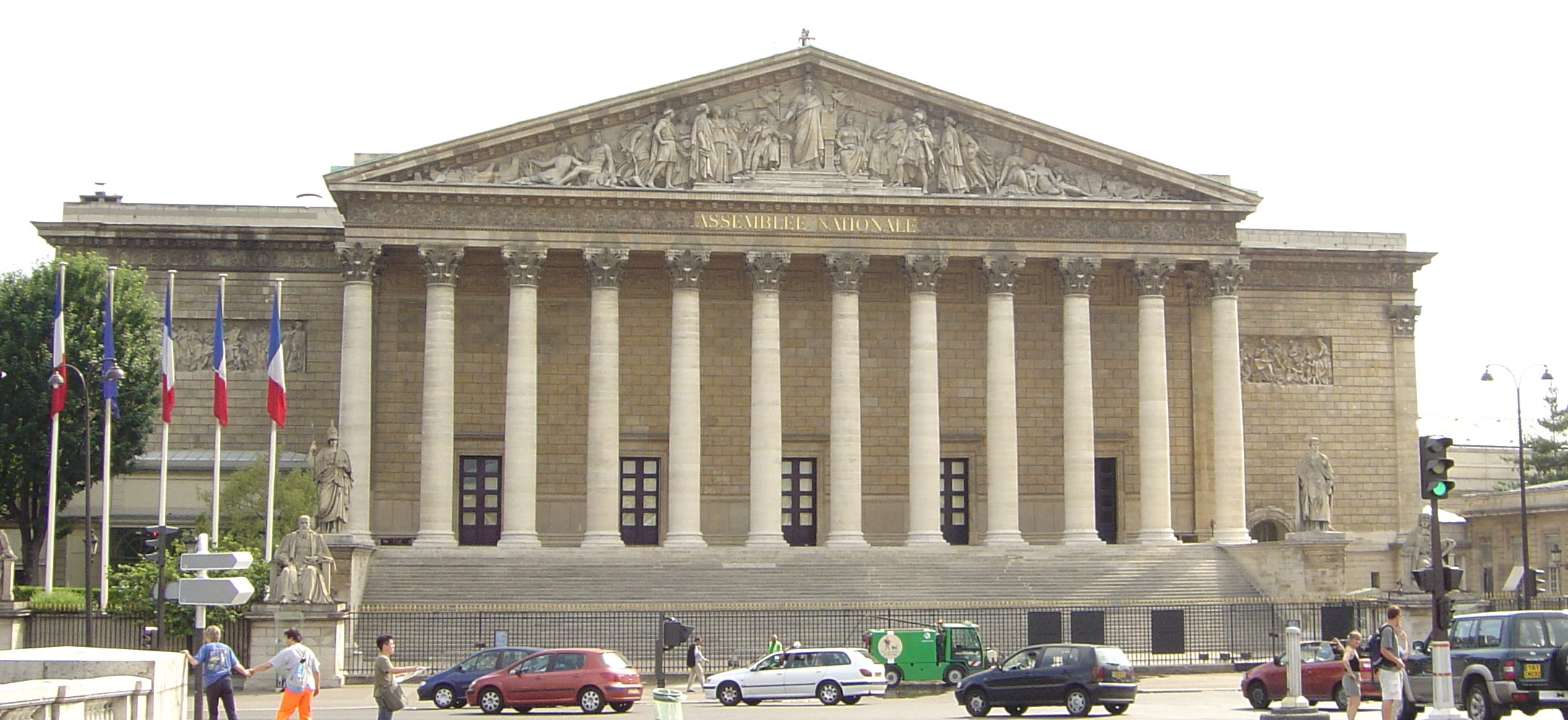
ブルボン宮殿

フランス革命とそれに続く時代はフランスの建築活動を著しく衰退させた。ナポレオンは大規模なプロジェクトを積極的に推進したが、すでに新古典主義はその躍動的なエネルギーを失っていたと言える。1807年に完成したアレクサンドル・ピエール・ヴィニョンによるマドレーヌ寺院（ラ・マドレーヌとも表記される。）や、ベルナール・ポワイエによって1808年に竣工したブルボン宮殿（現下院議事堂）のコリント式列柱を持つファサードは、古代ローマ建築の単なる模倣にすぎない。
シャルル・ペルシエとフォンテーヌは同時代の優れた建築家であり、1799年に皇后ジョゼフィーヌのために改装したマルメゾン城では、後にアンピール様式（帝政様式、Empire）と呼ばれる対比を強調した歯切れのよいデザインを表現したが、全体としては主にルネサンス建築からの着想を織りまぜた折衷様式である。彼らはナポレオンの命により、1801年にはテュイルリー宮殿の工事を行い、これとルーヴル宮殿を繋ぐ連絡路を計画した。1808年には、ルーヴル宮殿の内装工事に着手している。これらアンピール様式のデザインはいずれも新古典主義建築の新たな展開には成り得ていないが、（多くの場合、侮蔑的に）新古典主義の最盛期とみなされている。

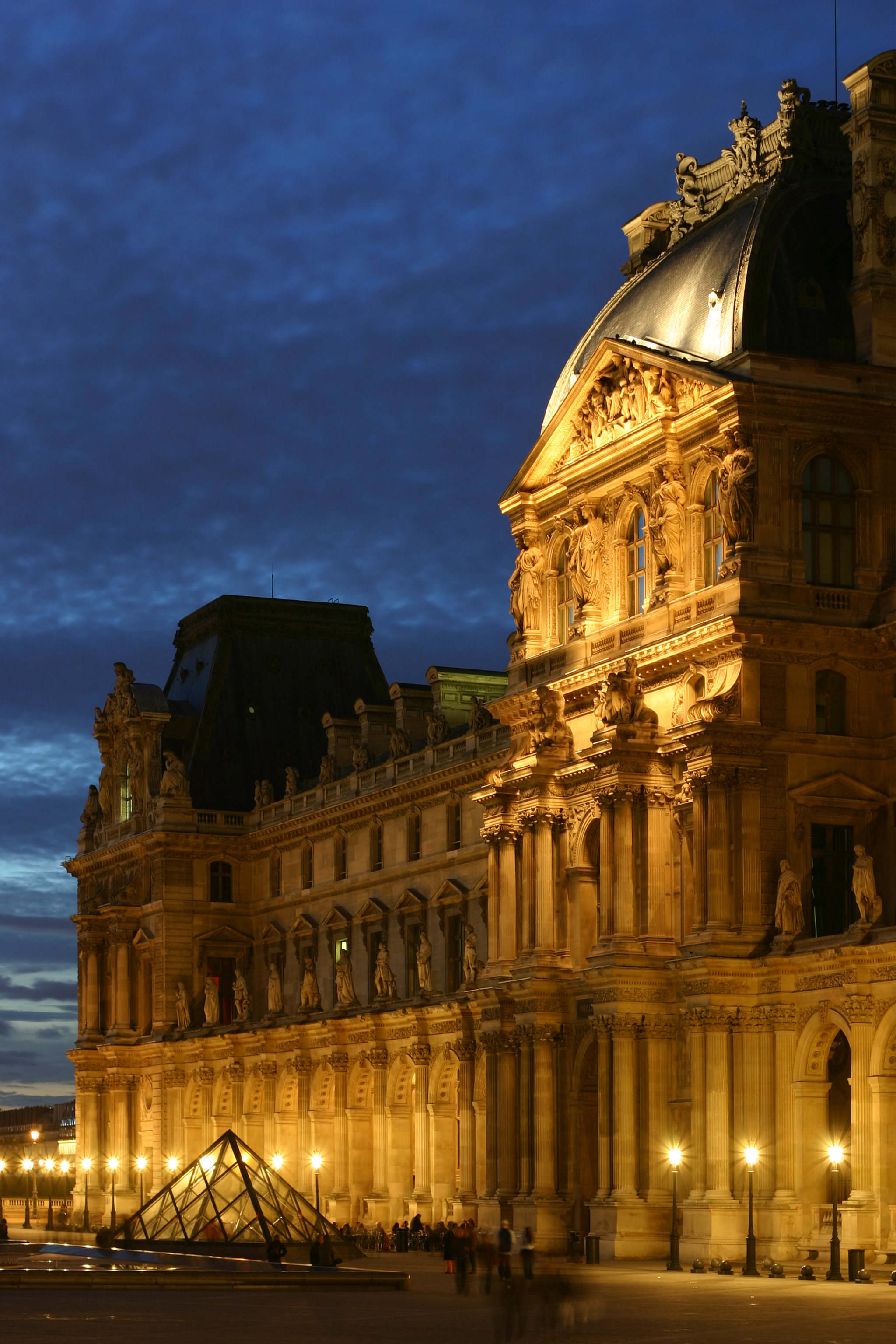
ルーヴル宮殿

ナポレオンの失脚後、大型プロジェクトは失効し建築活動は再び低迷した。この時期の新古典主義建築において主導的な役割を果たしたのは、疑いなくベルリンのフリードリッヒ・ジリーであって、フランスでは、美術アカデミー書記長であったキャトルメール・ド・カンシーが建築を指導していたが、それほど重要な動向はなかった。カンシーは実際の芸術活動においては優れた作品を残すことはなく、ギリシア芸術を理想としながら、好みは疑いなく古代ローマのものであった。ルイ・ピエール・バルタールのリヨン裁判所やルイ・イポリト・ルバによるノートルダム・ド・ロレット教会などはカンシー主導によるコンクールで選ばれたものである。
革命以後、すでに新古典主義は唯一絶対の建築様式ではなく、建築家たちは自らの建築様式に対して、次第に多様なアプローチを採り始めた。ジャック・イニャス・イトルフは、ギリシア建築は華美な彩色が施されたことを主張し、シャン・ゼリゼに彩色を施したパノラマ館と冬のサーカス館をデザインした。1830年に起工したサン・ヴァンサン・ド・ポール教会は彼の主要作品である。その外観は迫力に欠け、生気がないが、内部空間は、ギリシア建築が華やかなものであったとする彼の持論を見事に具現している。しかし、そこに新古典主義の理念を見いだすことはもはや困難である。

### イギリスへの伝播

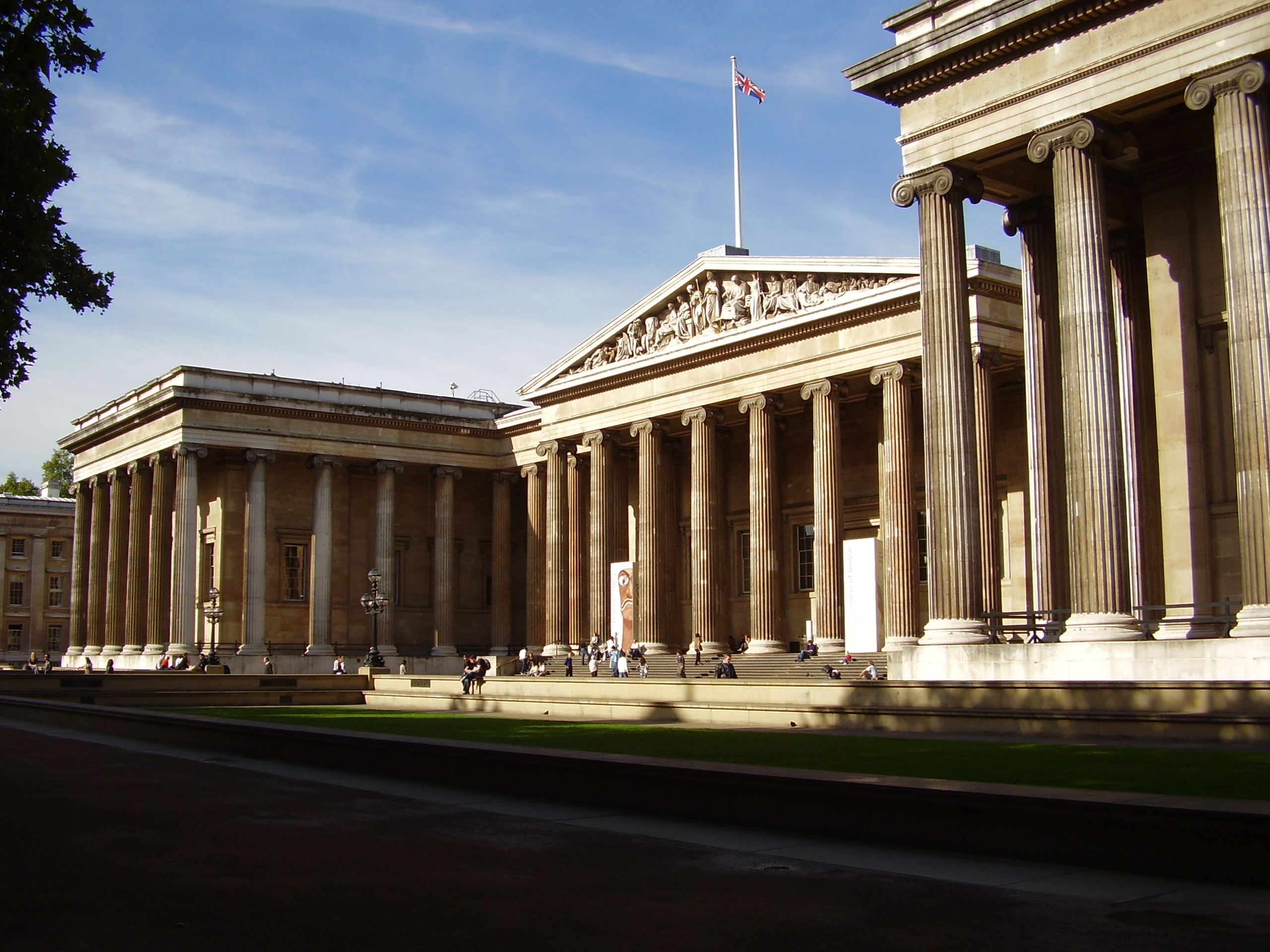
大英博物館

ブロンデルの下で建築を学んだウィリアム・チェンバーズは、イギリスの建築家としては最も早く新古典主義の様式に接し得た人物であるが、彼はこの建築様式から常に距離をおいた。新古典主義の新的なデザインはイギリスの建築的伝統に沿わず、折衷的な様式が好まれたからである。イギリスでは、新古典主義とはいくつかある現象のうちの一つにすぎなかった。当時最も影響力のあったロバート・アダムやジェームズ・ワイアットも、新古典主義のモティーフやパッラーディオ主義、ピクチャレスクの概念をちりばめた様式の創造に専念した。
チェンバーズの弟子ジェームズ・ガンドン、トマス・クーリーらは、新古典主義の要素を比較的率直に表現したが、彼らの拠点はアイルランドであった。イングランドでは、ジェームズ・スチュアート（James Stuart (1713-1788)）らによる グリーク・リヴァイヴァルが興りつつあったが、ジョージ・ダンス、そしてジョン・ソーンという建築家によって、新古典主義は結局のところロマン主義的に処理された。彼らは新古典主義建築やゴシック建築など、様々な異質な要素を再構成し、独創的な空間をつくりあげた。
イギリスの新古典主義建築は、他にセント・パンクラス聖堂（ロンドン、1822年～）、ユニヴァーシティ・カレッジ（ロンドン、1825年～）、カンバーランド・テラス（ロンドン、1826年～）、ラドクリフ図書館（オックスフォード、1737～49年）、セント・マーティンズ・インザ・フィールズ聖堂（ロンドン、1722年～）、パーク・クレセント（ロンドン、1812年～）などがある。

### ドイツの新古典主義

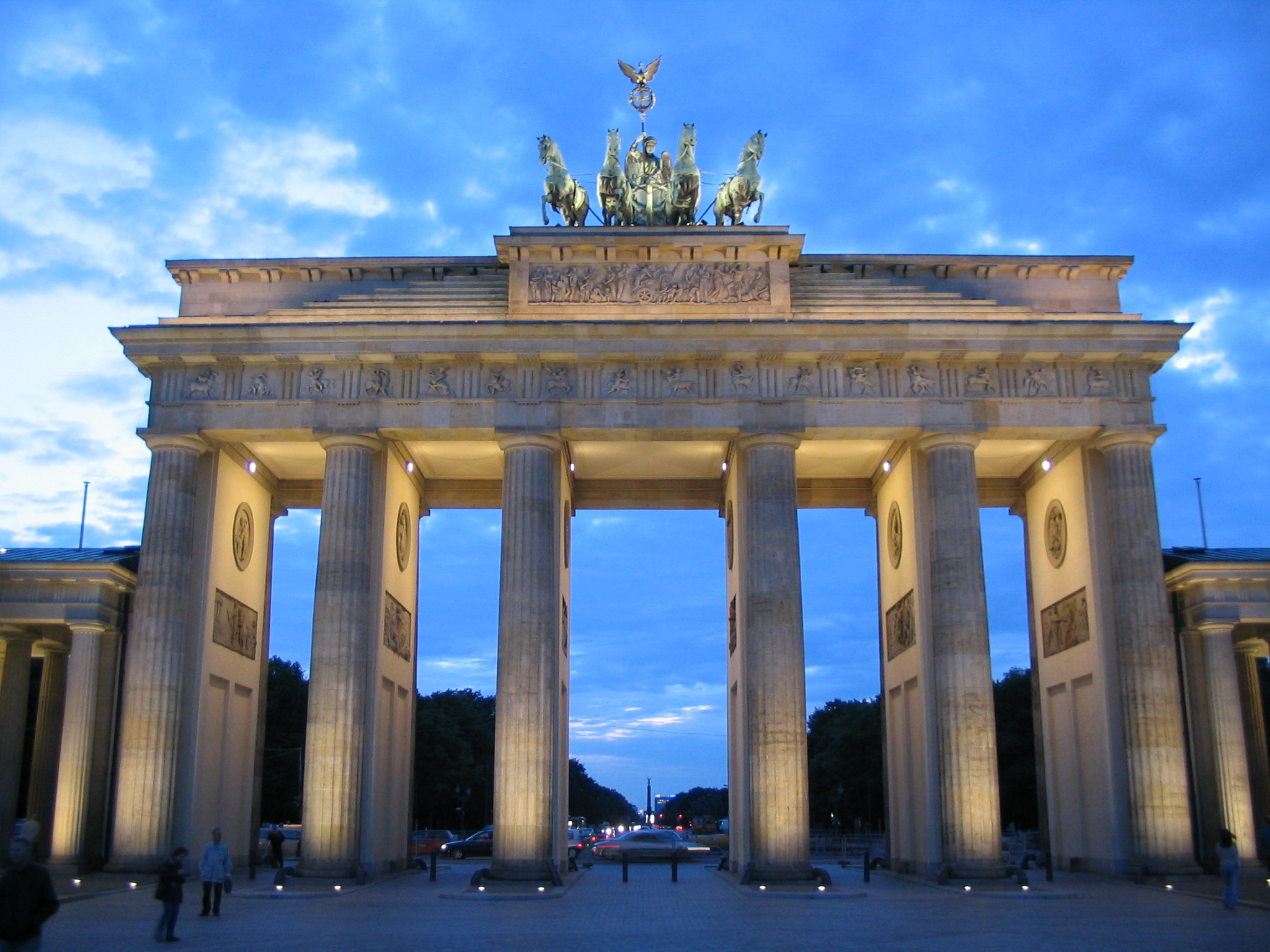
ブランデンブルク門

ドイツの新古典主義は、グリーク・リヴァイヴァルによってもたらされた。ハインリッヒ・ゲンツ、カール・ゴットハルト・ラングハンス、トマス・ハリスンといったドイツ初期の新古典主義建築家たちは、おそらくジュリアン・ダヴィッド・ル・ロワの『ギリシアの最も美しい記念碑の廃墟』に魅せられ、ギリシア・ドーリア式オーダーを用いた建築を設計した。
フリードリッヒ・ジリーが、ベルリンのフリードリッヒ大王記念碑の設計競技において提出した計画案もドーリア式オーダーを用い、荘厳なギリシアのドーリア式神殿を思わせる。フリードリッヒの記念碑建設は、ドイツの民族意識の高揚の結果であり、いわば国家権威と新古典主義の記念的性格の結びつきを示している。小高い丘の上に立つギリシア神殿の権威的イメージは、当時の国家権力にとって、大変魅力的なものだった。レオ・フォン・クレンツェ設計によるバイエルンのヴァルハラは、その理想的光景である。
シンケルの幾何学的で端正なデザインはモダニズムの建築家にも影響を与えた。

## 特徴
19世紀には、新古典主義は生気のない冷徹な古代の復興と思われたが、実際には、古代建築に内在する美、すなわち真理を探究し、諸芸術の真の復活を意図した躍動的な運動であった。この建築様式を支えたのは、啓蒙思想家たちによる合理的思索と、ロココに表現される軽薄な旧体制に対抗する道徳的観念である。

### 建築の合理的解釈
フランスにおける建築の合理的解釈は、ペローにおいては、遺跡の測量やルネサンスの建築論を比較して、オーダーなどの建築比例が決して宇宙的秩序を具現したものではないという見解を示し、コルドモワにおいては、ゴシック建築の構造的側面に着目し、加重を支持する垂直と水平のラインの強調という特質が、古典主義建築の文法によって説明できることを示した。すなわち、ルネサンス以降、自明的とされた前提に対して根本的な問題を提起するものであった。
ロジエの『建築試論』は、これらのフランス合理主義の結節点となった。それは、「原始の小屋」という建築の根源的形態と考えられた柱、梁、破風を重視し、他の要素を付属物と見なすことであった。また、コルドモワと同じく、ゴシック建築の構造的な合理性に言及し、その手法がこれからの建築に表現されなければならないとされた。1765年に発行された『建築に関する省察』では、1:1の比例を最も美しいものと考え、正方形を最良の図形と定義している。『建築に関する省察』は、あまりにも頓狂なものと評価されたが、『建築試論』は各国で読まれ、初期の新古典主義建築は、敢えて言えば、試論を積極的に肯定するものであるか、または批判するものかのいずれかであると言い得る。
建築の構造原理は、実験と数学的計算によって求められるべきものというスフロと、経験則を重んじるピエール・パットの間で議論が交わされた。しかし、両者ともに、構造理論を説明するために用いたサンプルはゴシック建築であった。彼らや、あるいはカルロ・ロードリといった理論家たちの構造理論は、非常に重要なものであったが、ローマ建築にしろギリシア建築にしろ、彫刻的なものだと評価した当時の建築家たちは、あまりこれらの理論を好まなかった。ところが、以降、建築の構造原理が重要さを増してくるにつれ、ゴシック建築は構造を表出した正直な建築とみなされるようになり、ゴシック・リヴァイヴァル運動の勃興の契機となった。

### 考古学の影響
新古典主義の目的の一つは、原始的な純粋さ、単純さへの純化的な回帰によって、真の美を表現することにあった。このため、ローマ、ギリシア、エジプトのほか、インドや中国の建築に関する考古学的文献、実測図面が要求された。これら各地の建築物から、普遍的な建築形態を抽出しようとしたのである。
また、1745年に刊行されたリチャード・ポコックの『東方と他の諸国の解説（Description of the East and Some Other Countries）』を契機として、リチャード・ドルトンによる『ギリシアとエジプトの古代建築（Antiquities of Grees and Egypt）』（1752年）、ジュリアン・ダヴィッド・ル・ロワの『ギリシアの最も美しい記念碑の廃墟（Les Ruins des plus beaux monuments de la Grece）』（1758年）など、ギリシア建築の詳細な図版集が発行された。なかでも最も重要なものは、ル・ロワの著作に対抗するかたちで出版されたジェームズ・スチュアートとニコラス・レヴェットによる『アテネの古代遺跡（Antiquities of Athens）』（1762年）である。遺跡の測量と記録の時期、そしてその正確さにおいてもル・ロワに先んじた著作で、グリーク・リヴァイヴァルの流行に寄与した。

### 建築美の相対化
18世紀のギリシア建築の発見は、それまでごく一部の人々にしか知られていなかったローマよりも古い建築物をヨーロッパにもたらした。よりプリミティブな建築はローマ建築かギリシア建築か、といった問題に関して、『ローマの建築と壮麗について（Della Mgnificenza ed Arcitettura de’ Romani）』（1760年）を出版したジョヴァンニ・バッティスタ・ピラネージやウィリアム・チェンバーズ、ジェームズ・ペインらのローマ建築擁護派と、トーマス・ブラックウェル、ル・ロワ、ジェームズ・スチュアートたちギリシア建築擁護派との間で激論が交わされた。この論争によって、ギリシア建築に評価が与えられた結果、グリーク・リヴァイヴァルというギリシア様式の導入が保証された。
18世紀、ギリシア建築ほどのインパクトはもたらさなかったものの、エジプト、インド、そして中国建築までもが建築的思考の対象となった。しかし、各時代、各地域の建築に関する情報が集積され、研究されるに従って、ルネサンス以降信じられたオーダーに内在する絶対的な美や、古代に存在した純粋性などというものの存在はむしろ否定され、建築美とは、恣意的で相対的なものにすぎないと考えられるようになった。
ガブリエル・ピエール・マルタン・デュランは、『集成比較』で、ロジェの原始的小屋の構成（柱、梁、破風）が建築の規範であるとする概念を否定し、ビルディング・タイプごとに歴史上の建築を並列配置した。デザインの基本原理は単純化された幾何学、すなわち規則正しいグリット・パターンと対称性に還元された。このため、19世紀には、個々の建築に各時代の様式が恣意的に選択されるようになり、ネオ・ルネサンス、ネオ・バロック、ゴシック・リヴァイヴァルといった様式の氾濫期を迎えることになった（歴史主義建築参照）。
しかし、最終的には新古典主義の絶対性そのものを否定したものの、建築形態の抽象化や、理念によって建築を構築するといった手法は、近代建築に継承されている。

## 主要建築物
- 1756年起工・1790年完成　サント・ジュヌヴィエーヴ教会、後のパンテオン（ジャック・ジェルメン・スフロ設計、パリ）
- 1769年起工・1776年完成　医学学校（ジェームズ・ゴンドゥアン設計、パリ）
- 1768年起工・1775年完成　造幣局（ジャック・ドニ・アントワーヌ設計、パリ）
- 1775年起工・完成　バガテル（フランソワ・ジョゼフ・ベランジェ設計、パリ）
- 1776年起工・1782年完成　テアトル・フランセ、後のオデオン座（シャルル・ド・ヴァイイとマリ・ジョゼフ・ペール設計、パリ）
- 1781年起工・1786年完成　パレ・ロワイアル（ヴィクトール・ルイ設計、パリ）
- 1785年起工・1789年完成　入市関税門（クロード・ニコラ・ルドゥー設計、パリ）
- 1806年起工・1836年完成　エトワール凱旋門（シャルグラン設計、パリ）
- 1806年起工・1826年完成　マドレーヌ寺院（ピエール・ヴィーニョン、パリ）
- 1808年起工・完成　証券取引所（ブロンニャール設計、パリ）

## 関連項目

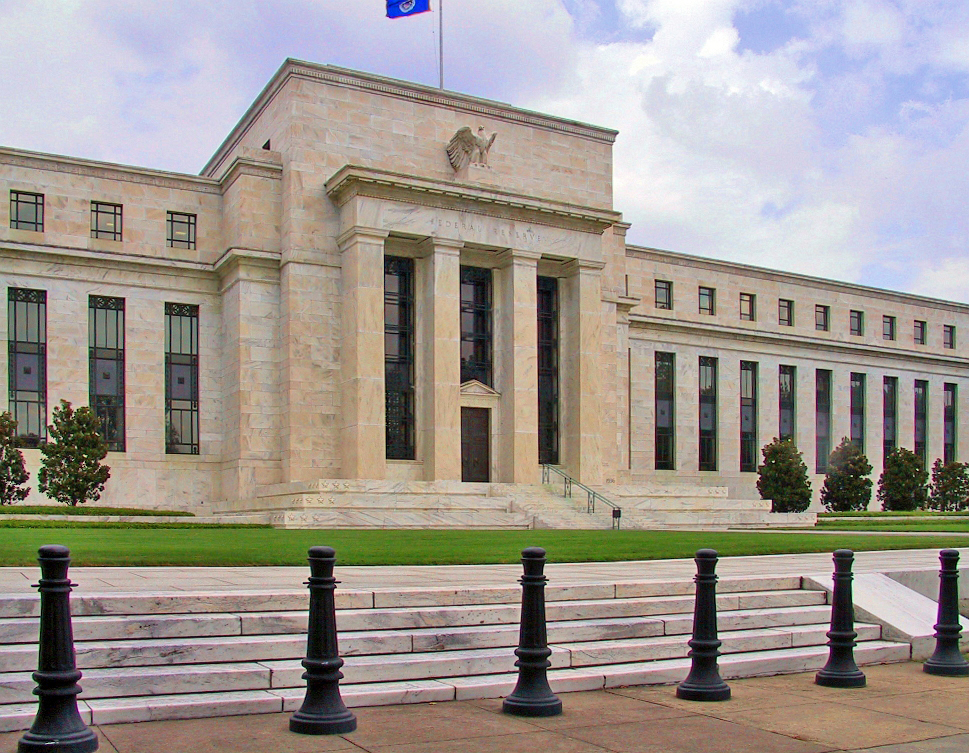
エクルズ・ビル